# 서화 최씨
서화 최씨(瑞和崔氏)는 강원특별자치도 인제군 서화면을 본관으로 하는 한국의 성씨이다. 시조는 고려에서 삼사우사를 지낸 최공철(崔公哲)이다.

## 참고 자료
- “서화최씨(瑞和崔氏)”. 뿌리를 찾아서.[깨진 링크(과거 내용 찾기)]